# Mariano Juan
Mariano Juan (nacido el 15 de mayo de 1976 en la Ciudad Autónoma de Buenos Aires) es un ex-futbolista profesional argentino. Con la selección de Argentina salió campeón de la Copa Mundial de Fútbol Sub-20 de 1995 en Catar de la mano de José Néstor Pekerman. Actualmente es panelista en programas deportivos de ESPN.

## Clubes

### Como jugador
| Club          | País         | Año       |
| ------------- | ------------ | --------- |
| River Plate   | Argentina    | 1994-1996 |
| Ajax          | Países Bajos | 1996-1998 |
| Racing Club   | Argentina    | 1998-1999 |
| Getafe C. F.  | España       | 2000-2002 |
| C. D. Toledo  | España       | 2002-2003 |
| Huracán       | Argentina    | 2003-2006 |
| C. D. Leganés | España       | 2006-2007 |

## Palmarés
- Copa Mundial de Fútbol Sub-20 Catar 1995